# BRF Fernsehen
BRF Fernsehen est la chaîne de télévision publique de la Communauté Germanophone de Belgique appartenant au service public Belgischer Rundfunk (BRF).

## Histoire de la chaîne
L'activité télévisuelle de la BRF commence en 1993 par la diffusion sur la fréquence câblée de la chaîne locale verviétoise Télévesdre du magazine hebdomadaire d'investigation Maskerade, auquel s'ajoute plus tard le magazine d'information et d'actualités MAG.
Le 4 octobre 1999, la BRF crée KA3 (pour KAnal 3), renommé 5 ans plus tard, le 4 octobre 2004 en BRF-TV, un programme de télévision quotidien produit et diffusé sur le câble dans la Communauté Germanophone. Ce programme est réalisé en partenariat avec le Medienzentrum à Eupen (médiathèque et centre d'éducation aux médias) et la Communauté germanophone.
Depuis 2000 jusqu'au 1er octobre 2004, Télévesdre diffuse les programmes de Offener Kanal (ou O.Ka, programmes communautaires de la BRF) pendant certaines heures du programme dédié à KA3.
À partir du 7 juin 2004, KA3 et Offener Kanal sont diffusés sur l'opérateur Télédis en canal partagé avec Euronews.
La BRF obtient un canal propre sur l'opérateur Télédis le 1er octobre 2004, élimine la page consacrée à O.Ka, et diffuse en boucle les programmes qui passent sur Télévesdre (en analogique). D'autre part, Euronews ne diffuse plus les programmes de la BRF. Plus tard, BRF-TV sera aussi sur l'opérateur Intermosane.
Le magazine 10vor, créé en même temps que KA3, change de nom en même temps que la chaîne en 2004, en s'appelant désormais BRF-Blickpunkt. Le renommage de la chaîne, ainsi que de 10vor, sont la conséquence d'une rénovation de la chaîne décidé en septembre 2004, à la suite des sondages réalisés auprès des téléspectateurs de la Communauté germanophone de Belgique en avril 2004.
Avec le passage à la TNT, le 4 mai 2009, le décrochage Blickpunkt BRF-TV est arrivé sur le multiplex numérique terrestre de la RTBF, en canal partagé avec Euronews (disponible depuis le 30 novembre 2007),.
Le 23 juin 2015, l'identité visuelle comme le site internet de la Belgischer Rundfunk sont renouvelés et BRF-TV change de nom pour BRF Fernsehen ("BRF Télévision" en français). Avec ce changement, le logo créé par le graphiste belge Michel Olyff, pour la RTB, la BRT et la BHF (aujourd'hui devenues respectivement la RTBF, la VRT et la BRF) en 1967, disparaît du secteur audiovisuel belge.
Euronews n'est plus diffusée sur la TNT belge depuis le 27 février 2023. Elle fut remplacée tout d'abord par un écran noir, puis par un vidéotexte de la BRF à partir du 17 juillet 2023. Toutefois, BRF-TV dispose toujours d'un canal propre sur le câble.

### Identité visuelle

Logo de KA3 entre le 4 octobre 1999 et le 4 octobre 2004.
Logo de BRF-TV entre le 4 octobre 2004 et le 23 juin 2015.
Logo de BRF Fernsehen depuis le 23 juin 2015.

## Diffusion

### Analogique
BRF Fernsehen est diffusée sur une partie du réseau analogique de VOO sur le canal S18 à partir de 2004. Le Blickpunkt et d'autres programmes de la chaîne sont diffusés sur Télévesdre.

### TNT - DVB-T
Depuis 2009 jusqu'en 2023, le BRF Blickpunkt est diffusé durant deux décrochages sur le canal d'Euronews du bouquet de la RTBF, canal 45, le premier entre 18h45 et 19h, le second entre 21h45 et 22h.
En 2023, après la fin d'Euronews sur la TNT le 27 février, un vidéotexte de la BRF remplace son émission durant toute la journée à partir du 17 juillet.

### Numérique
La chaîne est disponible chez ProximusTV au numéro 282 sur l'ensemble de son réseau.
La chaîne est disponible chez VOO au numéro 178 sur l'ensemble de son réseau wallon et bruxellois. Chez Orange au numéro 180 et Scarlet au numéro 282.
La chaîne est aussi diffusée sur le site internet de la BRF.

## Émissions
- BRF-Blickpunkt : journal régional de 15 minutes diffusé du lundi au vendredi à 17h45, repris en boucle jusque 1h45'. Ce journal traite de l'actualité, de la vie économique, culturelle, politique et sportive de la région Eurégio Meuse-Rhin, précédé d'un bulletin météorologique.
- Blick ins Inland : Pour informer sur la politique intérieure belge, la BRF diffuse dans le cadre de "Blickpunkt" un reportage avec des images de la RTBF et VRT.
- BRF-TV-Die Woche im Blickpunkt et 7en1 (Télévesdre) : diffusés le samedi et dimanche à partir de 8h45' en boucle.